# 第11飛行隊 (南アフリカ空軍)
第11飛行隊（だい11ひこうたい11 Squadron SAAF）は、かつて存在した南アフリカ空軍の飛行隊である。1939年4月に設立され、1945年に廃止。1974年1月に再設立され、1991年に廃止。